# Toyota Corolla Verso

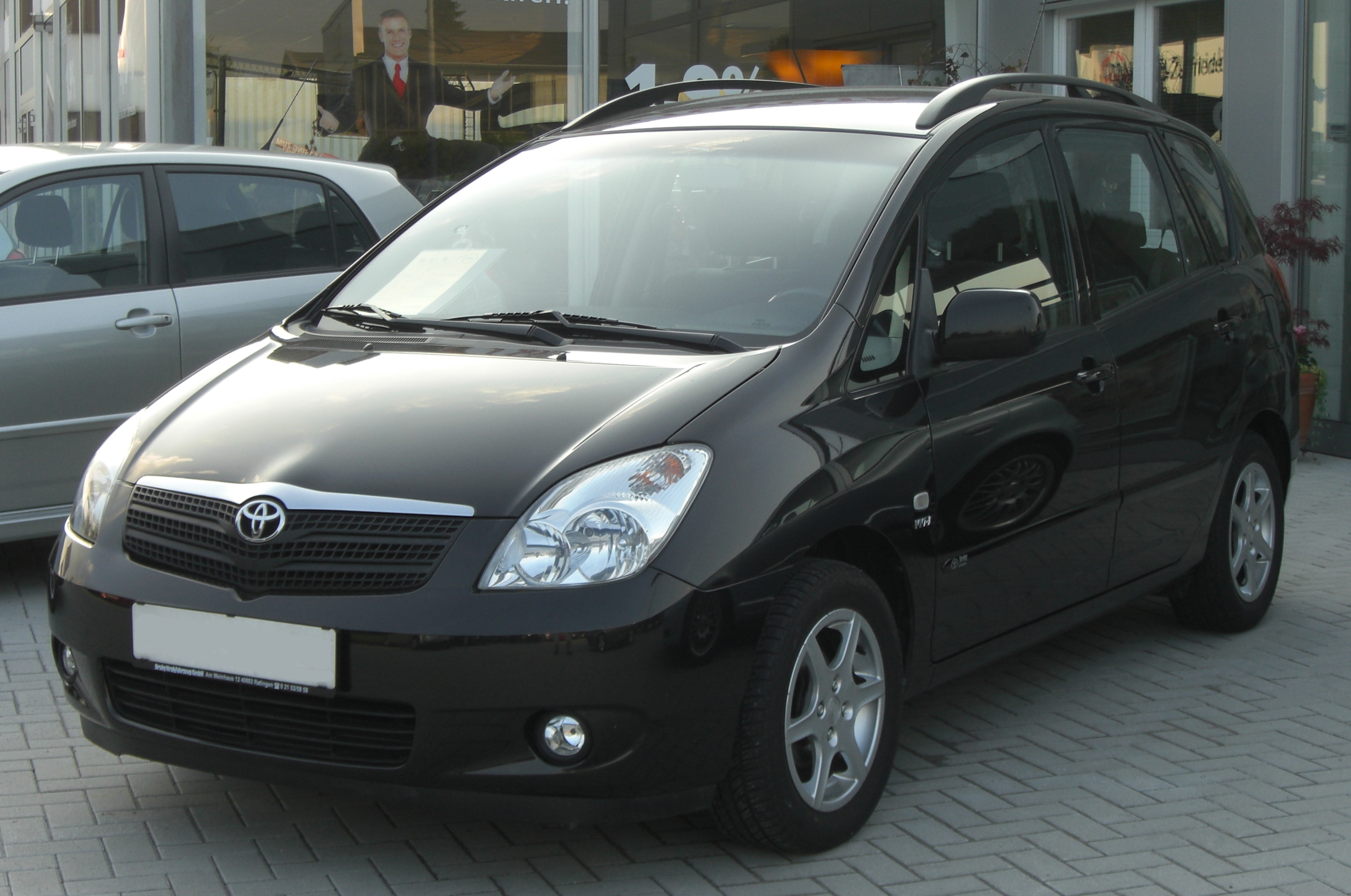
Toyota Corolla Verso

Toyota Corolla Verso är en högbyggd bil med flera användningsområden från Toyota. Bilen bygger på samma platta som Toyota Corolla men är högre byggd och därmed mer mångsidig (versatile på engelska), därav tillägget Verso.
Bilen lanserades 2001 men sålde inte något vidare till att börja med vilket ledde till att Toyota lanserade en uppdaterad variant 2004 som såg något annorlunda ut och till skillnad mot företrädaren var 7-sitsig. De två bakre sitsraderna i bilen går att fälla ned i golvet och ger ett helt plant lastutrymme. Bilen är endast 4,3 meter lång men trots detta rymmer bilen ca 1550 liter bagage med de 5 bakre stolarna nedfällda. 
Den modell som kom 2004 fanns med flera olika motoralternativ, både bensin- och dieselmotorer. Den vanligaste motorn var en 1,8 liter bensinmotor på 129 hk, denna kunde kopplas samman med en 5-stegad automatlåda.
Den klenaste bensinmotorn var en 1,6 liter på 110. Denna motor såldes bara med basutrustning. Detta utförande sålde i en mycket blygsam skara. 
Dieslarna var totalt 3 stycken som fanns. Till en början när den nya modellen kom år 2004 fanns det endast en gammal turbodiesel 2,0 liter, 116 hk att välja på dieselsidan. Den ersattes år 2006 av Toyotas nyutvecklade 2,2 liters motor, som i det starkaste utförandet hade 177 hk. Denna dieselmotor hette D-cat. Den finns att få i ett flertal toyotamodeller som finns idag på marknaden. D-Cat är en förkortning för Diesel-Clean advanced technology. Detta för att motorn hade en 4-vägs katalysator som tog bort skadliga Nox partiklar. Denna teknik hade inte den svagare varianten av samma 2,2 liters fyra, den motorn hade 136 hk och kallades inte d-cat.
Bilen ersattes 2009 av Toyota Verso, baserad på Toyota Auris.
| Motorer            | Motorer     | Motorer         |
| Volym              | Effekt (hk) | Vridmoment (nm) |
| ------------------ | ----------- | --------------- |
| 1.6 (bensin)       | 110         | 150             |
| 1.8 (bensin)       | 129         | 170             |
| 2.0 d4d (diesel)   | 116         | 280             |
| 2.2 dpf (diesel)   | 136         | 310             |
| 2.2 d-cat (diesel) | 177         | 400             |